# Стримба (потік)
Стримба (пол. Strimba, Strymba) — гірський потік в Україні, у Долинському районі Івано-Франківської області. Правий доплив Мизунки (басейн Дунаю).

## Опис
Довжина потоку 3 км, найкоротша відстань між витоком і гирлом — 2,45 км, коефіцієнт звивистості потоку — 1,22. Формується багатьма безіменними гірськими струмками. Потік тече у гірському масиві Ґорґани (зовнішня смуга Українських Карпат).

## Розташування
Бере початок на північно-західних схилах гори Багонка (1339 м) (пол. Bahonka). Тече переважно на південний захід і у селі Вишків впадає у річку Мизунку, ліву притоку Свічи.

## Цікаві факти
- У селі Вишків потік перетинає автошлях Р21[3].
- Неподалік верхів'їв потоку розташований Вишківський перевал[3].